# Slaget vid Ipsos
Slaget vid Ipsos var ett fältslag mellan den makedonske generalen Antigonos och den makedonske generalen Seleukos I år 301 f.Kr..
Efter Alexander den Stores död hade hans rike delats mellan hans fältherrar. Ganska snart uppstod dock tvister om makten, och Antigonos gick i krig mot Seleukos och Ptolemaios för att ensam göra sig till härskare över Alexanders välde. Ptolemaios låg vid tiden i fält i Syrien, men Seleukos stöddes av den thrakiske kungen Lysimachos, och tvingade vid Ipsos Antigonos till strid.
Den gamle fältherren Antigonos hade stöd på slagfältet av sin son Demetrios. Demetrios inledde slaget med en kavallerichock som slog ned stora delar av Seleukos vänstra flygel. Den täcktes dock snabbt upp med elefanter, och när Seleukos gick till anfall på bred front bytte stora delar av Antigonos infanteri sida. När Antigonos stupade, träffad av ett kastspjut, retirerade hans här. Sonen Demetrios undkom dock och fortsatte att styra Grekland.